# Tőkemegfelelési mutató
A tőkemegfelelési mutató (angolul Capital Adequacy Ratio, CAR) a bankok tőkéjének mérését és az egyes bankok összehasonlíthatóságát szolgáló fontos pénzügyi mutató.
Számítása: a szavatoló tőke és a kockázatokkal súlyozott eszközérték (risk-weighted assets, RWA) hányadosa, alapképlete:
{\displaystyle {\mbox{CAR}}={\cfrac {\mbox{Tier 1 tőke + Tier 2 tőke}}{\mbox{kockázatokkal súlyozott eszközérték}}}}
ahol a Tier 1 az a tőke (alapvető szavatoló tőke), amely anélkül fedezi a veszteséget, hogy a banknak abba kellene hagynia tevékenységét, a Tier 2 pedig az a tőke, amely akkor fedezi a veszteségeket, ha a bankot felszámolják.
A mutató arra szolgál, hogy a betétek biztonsága érdekében mérhető legyen a bankok stabilitása és hatékonysága. A Basel I/Basel II egyezmény értelmében a nemzetközi jelenlétű bankok minimális tőkemegfelelési mutatója 8%.